# 개인방어무기

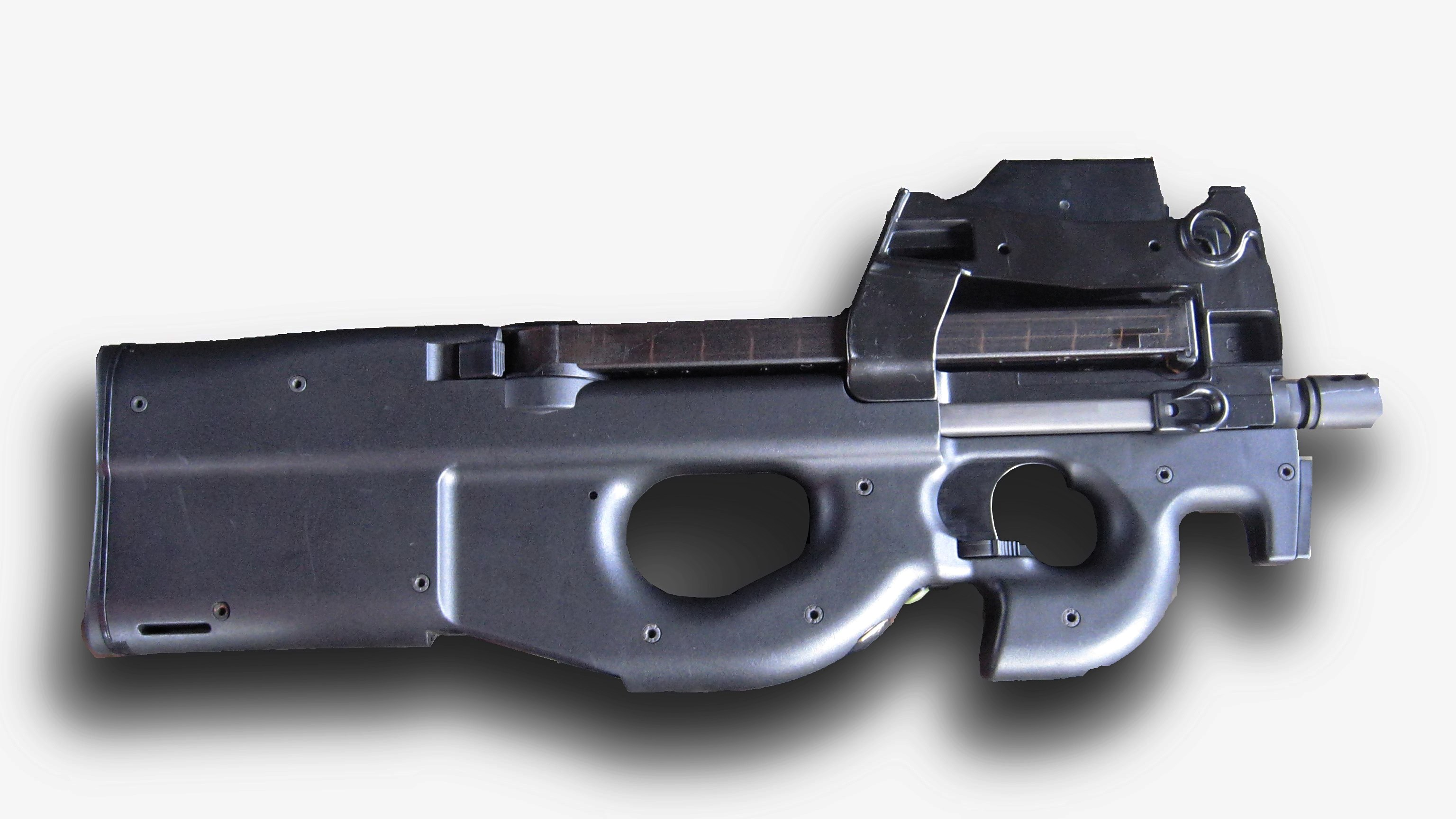
FN P90

개인방어무기(personal defense weapon; PDW)는 작은 선택발사형 화기의 일종이다. 기본적으로 기관단총과 기총의 혼합체로서, 기관단총의 장점인 작은 크기와 탄약용량을 유지하면서 탄의 화력과 정확도, 관통력을 기총 수준으로 강화시키는 것을 개념으로 한다. 대부분의 PDW는 소구경 고속도탄을 사용하며 이는 소총탄을 작게 줄여놓은 것과 같다. 이 때문에 PDW는 권총탄을 사용하는 종래의 기관단총보다 더 넓은 사정거리와 정확도, 장갑 관통능력을 갖춘다.
"개인방어무기"라는 분류명은 이 체급이 만들어진 계기와 관련이 있다. 본래 PDW는 공병, 운전병, 포병 등 후방부대 병사에게 지급하기 위해 개발되었다. 이들은 적을 만날 일은 적지만, 적의 특수부대의 강습 따위의 표적이 된다면 큰 위험에 처할 수 있다. 하지만 최전선 전투에 나서지는 않으므로 일반 소총만큼 크고 강력한 총을 휴대할 필요는 없다. 이에 크기는 기관단총급의 소형이면서 화력은 강화시킨 PDW가 만들어진 것이다. 이후 가볍고 다루기 쉽다는 점 덕분에 특수부대 및 경찰기동대에서도 채용하여 사용하고 있다.

## 같이 보기
- 돌격소총